# Єршов Іван Іванович
Іван Іванович Єршов (рос. Иван Иванович Ершов; нар. 22 травня 1979, Полярні Зорі, Мурманська область, РРФСР) — російський футболіст, захисник клубу «Псков-747».

## Кар'єра гравця
Вихованець українського футболу, з п'яти років займався футболом у ДЮСШ м Комсомольського, потім в донецькому училище олімпійського резерву у тренера Загнойко Віктора Івановича. З донецькою командою став чемпіоном України серед юнаків. На дорослому рівні почав грати в 1997 році в другій команді дніпропетровського «Дніпра». Навесні 1998 року грав за «Металург» з Комсомольського.
У 1998 році перебрався в Росію, виступав у першості колективів фізкультури за московський «Спартак-Чукотка» і ФК «Псков», у 2000 році виступав за псковичів у другому дивізіоні. Після введення ліміту на легіонерів отримав російське громадянство.
У 2001 році підписав контракт з новоросійським «Чорноморцем», в його складі дебютував у прем'єр-лізі Росії 10 березня 2001 року в грі проти ЦСКА. 
У складі «Чорноморця» провів 17 матчів в прем'єр-лізі, грав в Кубку УЄФА 2001/02 проти «Валенсії». На початку 2002 року отримав травму ахілла, будучи на перегляді в «Хімках», після відновлення грав за дубль «Чорноморця» в чемпіонаті Краснодарського краю. Після закінчення сезону 2002 року залишив новоросійський клуб, в подальшому виступав за нього у 2008 та 2010-2012 роках.
У першому десятилітті XXI століття Єршов виступав також за тольяттінську «Ладу», астраханський «Волгар-Газпром», липецький «Металург» в першому і другому дивізіонах Росії.
У червні 2012 року перейшов у тульський «Арсенал», зі своїм клубом піднявся з другого дивізіону до прем'єр-ліги. 17 серпня 2014 року в матчі четвертого туру чемпіонату Росії 2014/15 проти московського «Динамо» забив перший гол «Арсеналу» в прем'єр-лізі.

## Особисте життя
Дружина Наталія, з якою Іван познайомився в Пскові, дві дочки й син.

## Досягнення
«Чорноморець»
- Другий дивізіон Росії (зона «Південь»)
  -  Чемпіон (1): 2010

- Кубок ПФЛ
  -  Володар (1): 2010

«Арсенал»
- Другий дивізіон Росії (зона «Центр»)
  -  Чемпіон (1): 2012/13